# Beli T
Beli T ali rjavi pavlinček (znanstveno ime Aglia tau) je vrsta metulja iz družine nočnih pavlinčkov, razširjen po večjem delu Evrope in v pasu prek Srednje Azije vse do Daljnega vzhoda.

## Opis
Ime je dobil po razpoznavnem znaku, belem vzorcu v obliki črke T v vsakem od modro-črnih očes, ki je po eno na vsakem krilu. Osnovna barva je sicer svetlo- ali rdečkastorjava, s črno obrobo kril, pri čemer so po navadi samci nekoliko kontrastnejši. Občasno je možno opaziti tudi melanistične osebke, ki imajo delno ali povsem črna krila. Je eden večjih evropskih metuljev, sprednja krila merijo med 30 in 36 mm pri samcih ter 36 do 49 mm pri nekoliko večjih samicah. Samci se razlikujejo od samic tudi po košatih peresastih tipalnicah, s katerimi zaznavajo samičine spolne feromone, s pomočjo katerih najdejo samico za parjenje.
Aglia tau
Aglia tau f. melaina
Gosenice zgodnjih stadijev so listnato zelene in imajo dva para rdečkastih trnov spredaj ter enega zadaj, kar je verjetno protiplenilska prilagoditev za obrambo proti ptičem. Kasnejši stadiji se bolj zlivajo z okoljem: izbočeni telesni členi spominjajo na rob lista, svetlejše proge ob bokih pa na listne žile.
Beli T leta spomladi, od konca marca do maja, v hladnejših predelih pa do sredine poletja, po svetlih listnatih gozdovih. Samci so dnevno aktivni in s pomočjo feromona ter vida iščejo pravkar preobražene samice, ki so za razliko od njih nočne. Na leto se razvije en sam rod; zrela gosenica se konec sezone zaprede v rahel svilen kokon v zgornji plasti tal ali rastlinskem opadu in se zabubi ter v stadiju bube prezimi, naslednjo pomlad pa se nato preobrazi v odraslo žival.

## Razširjenost in ekologija
Samica odloži jajčeca v majhnih skupkih na listih in mladih poganjkih dreves, s katerimi se prehranjujejo gosenice. Kot gostiteljsko vrsto najpogosteje navajajo bukev, a se beli T pojavlja tudi v gozdnih sestojih z drugimi listopadnimi drevesi, kot so breza, črna jelša, iva, jerebika ipd. V neugodnih razmerah gosenica podaljša obdobje razvoja in lahko preide skozi več stadijev kot v ugodnih razmerah.
Je daleč najbolj razširjen predstavnik svojega rodu, območje razširjenosti sega čez večino Palearktične regije skoraj od atlantske obale na severu Španije prek Evrope (razen Velike Britanije, skrajnega severa Skandinavije ter sredozemskih otokov) in Sibirije do otoka Sahalin v Tihem oceanu. Prisoten je tudi na Kitajskem in po vsem Korejskem polotoku. Na severu območje razširjenosti omejujeta skandinavska in sibirska tajga, na jugu pa je meja slabo poznana – verjetno ne uspeva v sušnejših predelih Srednje Azije. V Srednji Evropi vključno s Slovenijo je vrsta pogosta, prisotna od nižin do visokogorja.